# Gnidia pleurocephala
Gnidia pleurocephala är en tibastväxtart som beskrevs av Ernest Friedrich Gilg. Gnidia pleurocephala ingår i släktet Gnidia och familjen tibastväxter. Inga underarter finns listade i Catalogue of Life.